# Битка при Миле
Вижте пояснителната страница за други значения на Битка при Миле.
Битката при Миле e първата морска битка между Картаген и Римската република по време на Първата пуническа война през 260 пр.н.е. край нос Миле при град Миле (Mylae, Mylai; Milazzo; днес Милацо) на северния бряг на Сицилия, при която римляните имат решителна победа.

## Ход на битката
Битката се провежда след битката при Агригент през 261 пр.н.е., след която Рим построява 150 кораби. През 260 пр.н.е. Сципион Азина загубва в битката при Липарските острови своите 17 кораби и е пленен.
Флотите се срещат пред брега на Миле. Командири на войските са картагенският адмирал Ханибал Гиско и римският нов главнокомандващ, младият консул Гай Дуилий. Римляните побеждават картагенците с кораби, построени по модела на заседнала пуническа пентера. С използването на абордажния мост, „корвус“, тактиката на сухопътните действия се пренася и в морските сражения. Картаген има около 130 кораба, римляните около 120.

## Резултати
Ханибал Гиско едва успява да се спаси, a Гай Дуилий е честван след това с триумфално шествие. Той е първият римлянин, който получава триумф за морска победа. Дуилий носи част от завоюван кораб, която се вгражда в негова чест в издигната колона на Форум Романум на Виа Сакра наблизо до по-късно построената Арка на Септимий Север. В новото време на него се кръщават множество военни кораби „Caio Duilio“ на италианската марина.
При Миле се състои друга битка през 36 пр.н.е. между Агрипа и Секст Помпей, където флотата на Октавиан разбива тази на Помпей.